# André Le Guillerm
André Le Guillerm (Romainville, 5 settembre 1924 – Gasville-Oisème, 2 dicembre 2014) è stato un sollevatore francese che ha gareggiato nelle categorie dei pesi piuma e pesi leggeri.

## Carriera
Prese parte ai Giochi olimpici di Londra del 1948, piazzandosi al decimo posto e vincendo un bronzo europeo nei pesi piuma poiché la gara olimpica di quell'anno era valevole anche come campionato europeo. Conquistò una medaglia d'argento ai campionati europei di Parigi del 1950 nei pesi leggeri, piazzandosi quinto al torneo mondiale nella stessa manifestazione.